# 코크럼회색땃쥐
코크럼회색땃쥐(Notiosorex cockrumi) 또는 코크럼사막땃쥐는 땃쥐과에 속하는 포유류의 일종이다. 2003년에 기록된 2 cm 정도의 작은 땃쥐이다. 1977년 이래 처음으로 아리조나 주에서 발견된 포유류이다. 미국 아리조나 주부터 멕시코 소노라주 중부 지역까지 분포한다.